# Dialog im Dunkeln

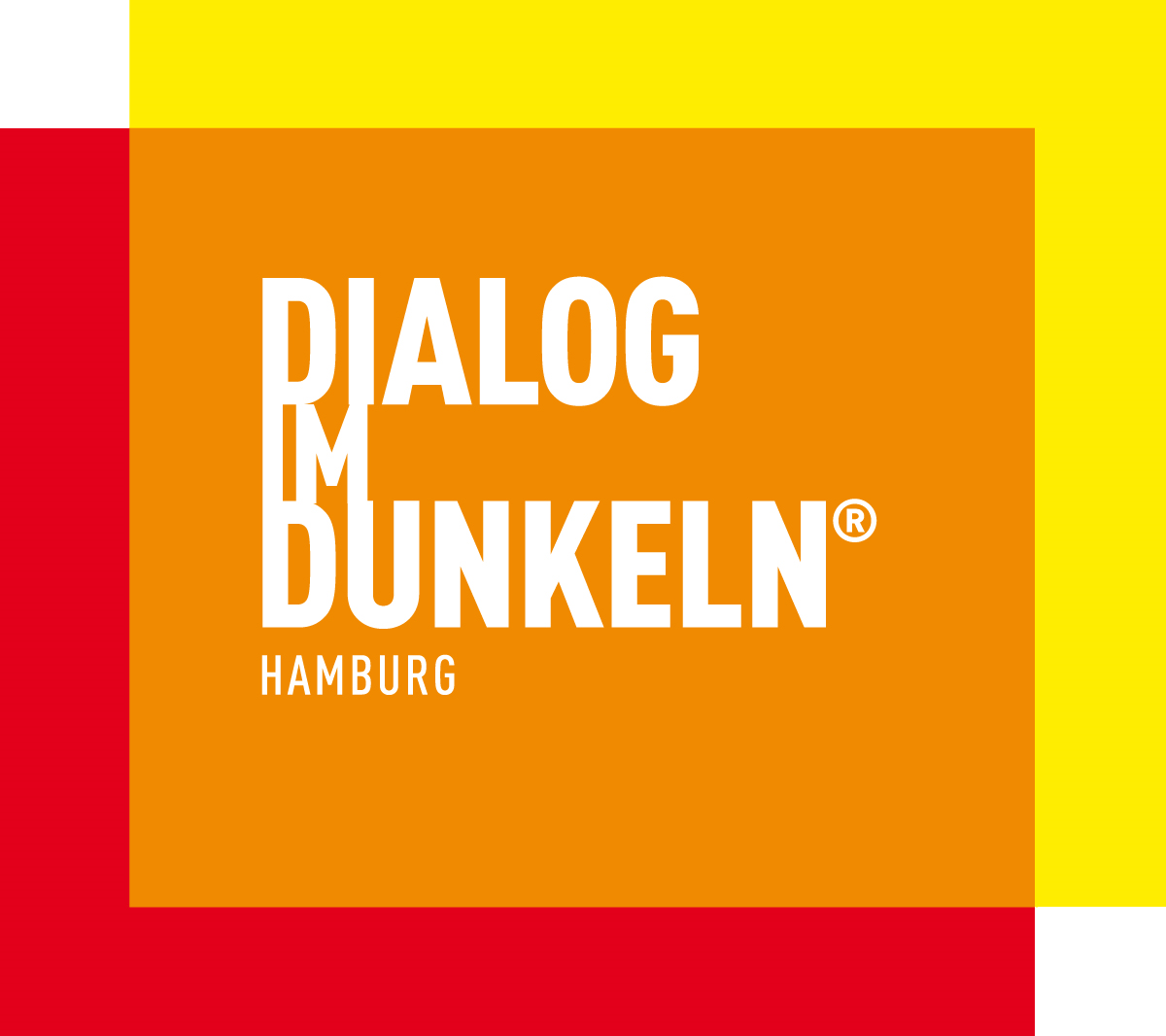
Logo Dialog im Dunkeln

Dialog im Dunkeln ist ein Social-Franchise-Produkt der Dialogue Social Enterprise GmbH (DSE), neben Dialog im Stillen und Dialog mit der Zeit und wurde ursprünglich von Andreas Heinecke erdacht.
Mit dem Ziel, sehenden Menschen den Alltag von Menschen mit Blindheit näher zu bringen und eine Begegnung auf Augenhöhe zu ermöglichen, wurde die Ausstellung seit ihrer Begründung im Jahre 1988 bereits in über 30 Ländern und mehr als 130 Städten gezeigt und hat schon mehr als 9 Millionen Besucher erreicht. Durch die Ausstellungen wurden darüber hinaus etwa 9.000 Arbeitsmöglichkeiten für Blinde und Sehbehinderte geschaffen.
Blinde Menschen führen Besuchergruppen durch die völlig abgedunkelte Ausstellung. In dieser erleben sie nachgestaltete Alltagssituationen, etwa einen Park, eine Stadtlandschaft oder eine Bar, darin Düfte, Wind, Temperaturen, Töne und Texturen. Die Konzeption beinhaltet einen Rollentausch, indem blinde Menschen die Orientierung der Besucher gewährleisten und diese aus ihren gewohnten Wahrnehmungsroutinen herausgelöst werden.

## Geschichte
Während seiner Arbeit als Journalist für den Südwestfunk sollte Andreas Heinecke ein Back-To-Work-Training für einen erblindeten Kollegen entwickeln. Behinderung und Blind-Sein waren für ihn bis dahin etwas Fremdes, doch die Zusammenarbeit mit dem erblindeten Kollegen brachten ihn 1988 zu einem neuen Konzept: „Was passiert, wenn man das Licht ausschaltet, einen Raum komplett verdunkelt und blinde und sehende Menschen zur Begegnung mit vertauschten Rollen einlädt?“
Erste Experimente im Dunkeln folgten und im Jahr 1989 konnte der erste Dialog im Dunkeln in Frankfurt eröffnet werden. Nach weiteren Ausstellungsexperimenten in Europa mit steigendem Erfolg wurde 2000 die erste permanente Ausstellung Dialog im Dunkeln in Hamburg eröffnet.

## Permanente Ausstellungen

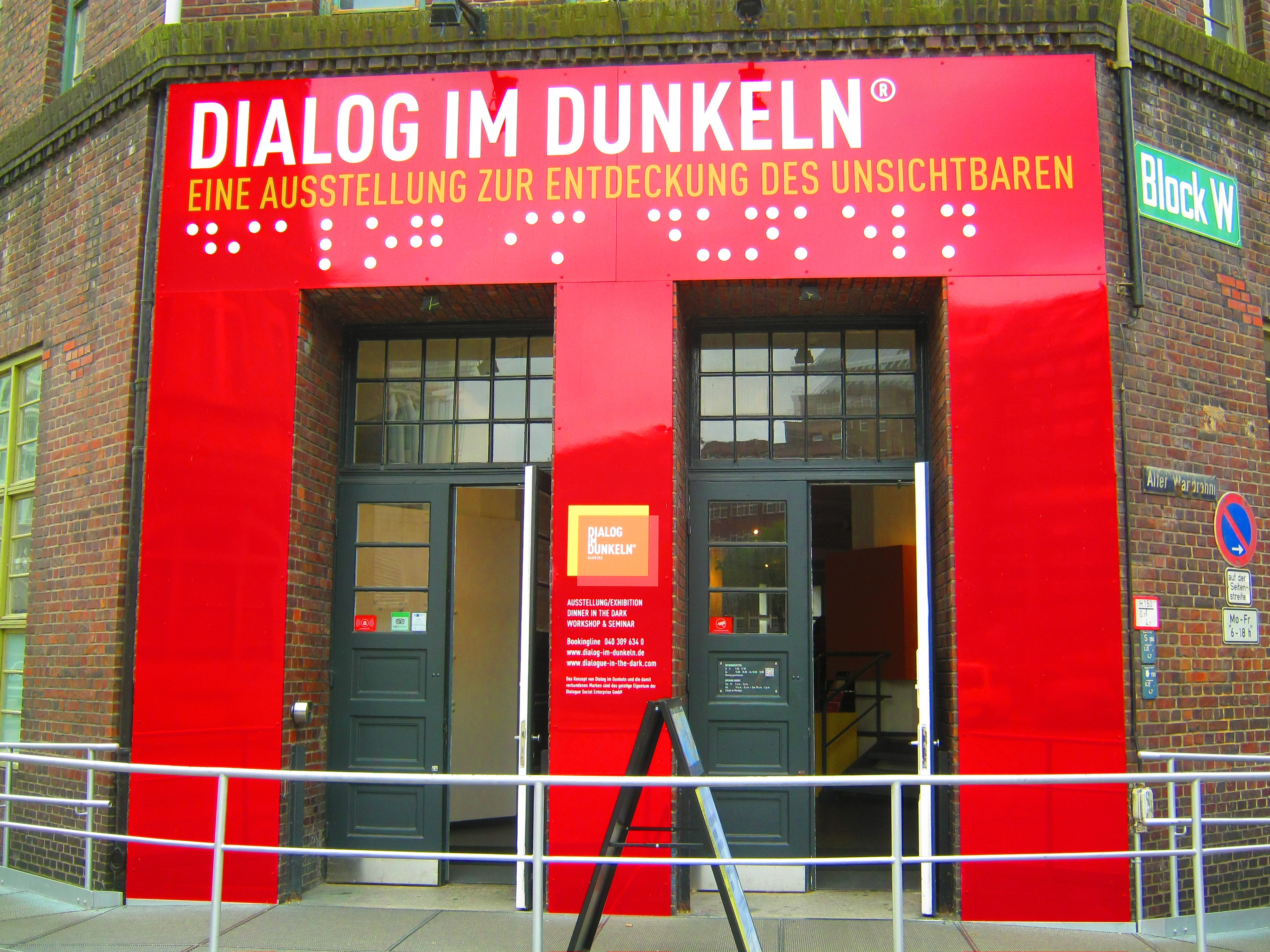
Dialog im Dunkeln Hamburg

Dialog im Dunkeln besteht in Hamburg seit dem Jahr 2000. Es begann zunächst mit staatlicher Förderung sowie zeitlich begrenzt und wurde dann permanent als gGmbH etabliert. Gezählt werden etwa 90.000 Besucher jährlich. Im Dialoghaus Hamburg finden sich neben der Ausstellung und einem Workshopcenter für Dunkelworkshops auch die anderen Dialogausstellungen von Dialogue Social Enterprise GmbH: Dialog im Stillen sowie seit dem Jahr 2017 Dialog mit der Zeit.  
In Frankfurt am Main gibt es seit 2005 das Dialogmuseum. Es bietet neben der Ausstellung ebenfalls Dunkelworkshops und andere Events an. 
In Wien befindet sich ebenfalls eine permanente Dialog im Dunkeln-Ausstellung, die zudem Dinner im Dunkeln und weitere Events anbietet. ? und das ähnliche muZIEum ist grenznah in Nijmegen, Niederlande. Weitere permanente Ausstellungen befinden sich unter anderem in Israel (im Kindermuseum in Cholon) sowie in der Türkei, Südkorea, Hongkong, Indien, Australien, China, Thailand, Japan, Malaysia, Italien, Mexiko, Russland und Argentinien.